# Tokugawa Mitsusada
Tokugawa Mitsusada (徳川光貞, 28 de Janeiro de 1627 — 25 de Setembro de 1705) foi um daimyo no Japão durante o período Edo (1603—1868). Foi filho herdeiro de Tokugawa Yorinobu e neto de Tokugawa Ieyasu; dentre os seus filhos destaque para o oitavo xogun Tokugawa Yoshimune. Casou-se com uma das filhas de Ichijō Kaneteru.
Mitsusada, um dos gosanke, governou o Domínio de Wakayama no seu castelo em Wakayama, na sua terra natal. Ocupou o cargo de Grande Conselheiro (Dainagon) no Ritsuryō. Foi sepultado no templo Sanshinzan Chōhō-ji, em Wakayama.